# Kastell Melk

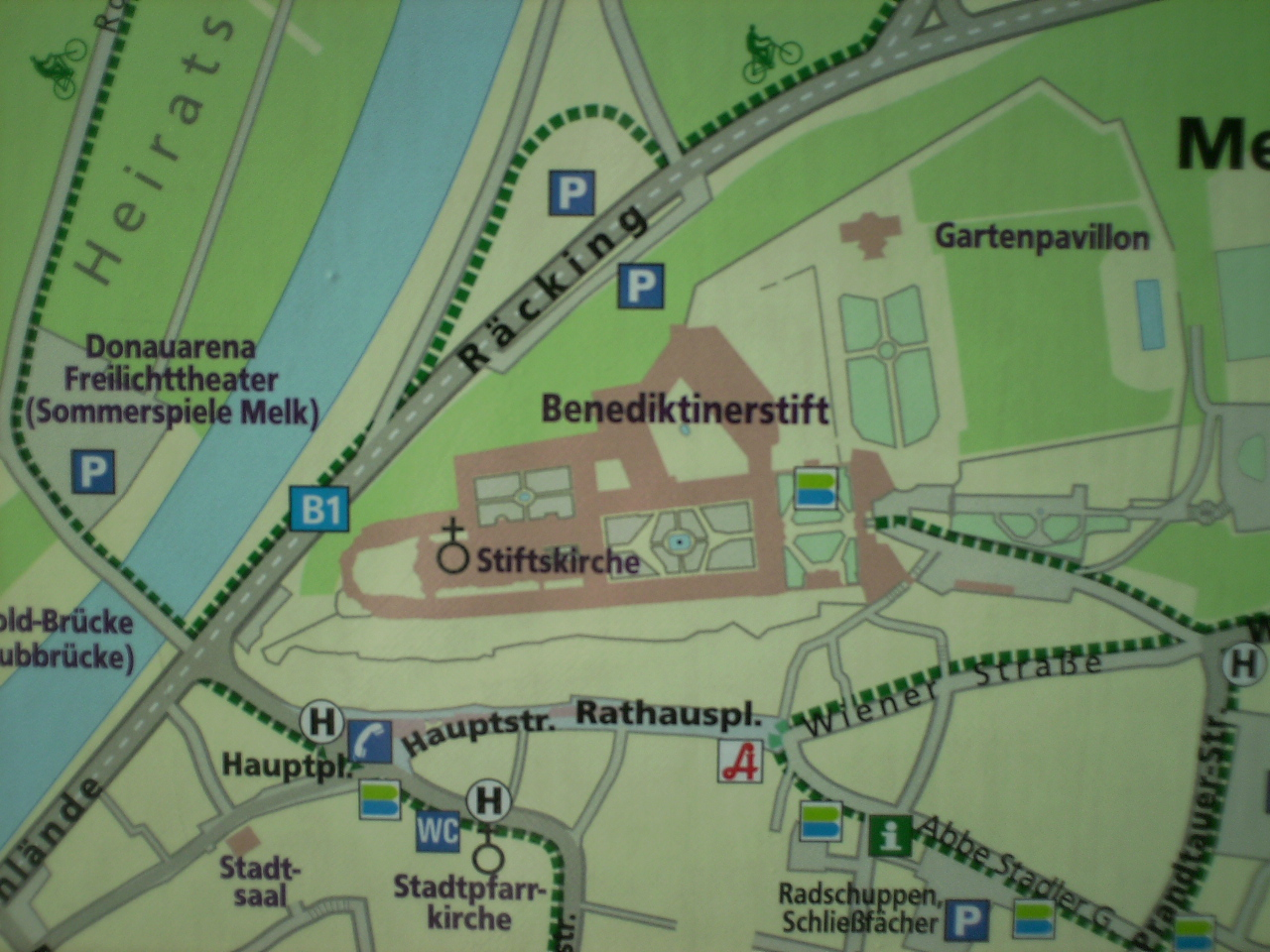
Ansichtsplan der Klosteranlage und Altstadt von Melk/Donau

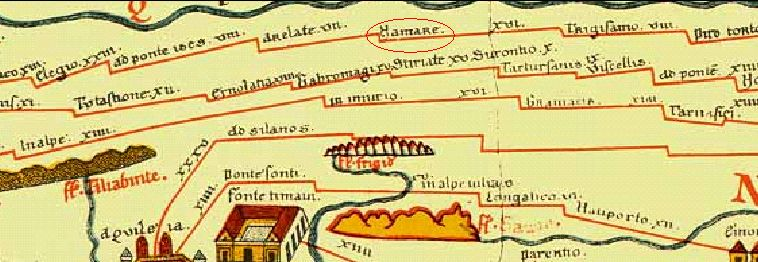
Erwähnung von Namare (rote Markierung) in der Tabula Peutingeriana

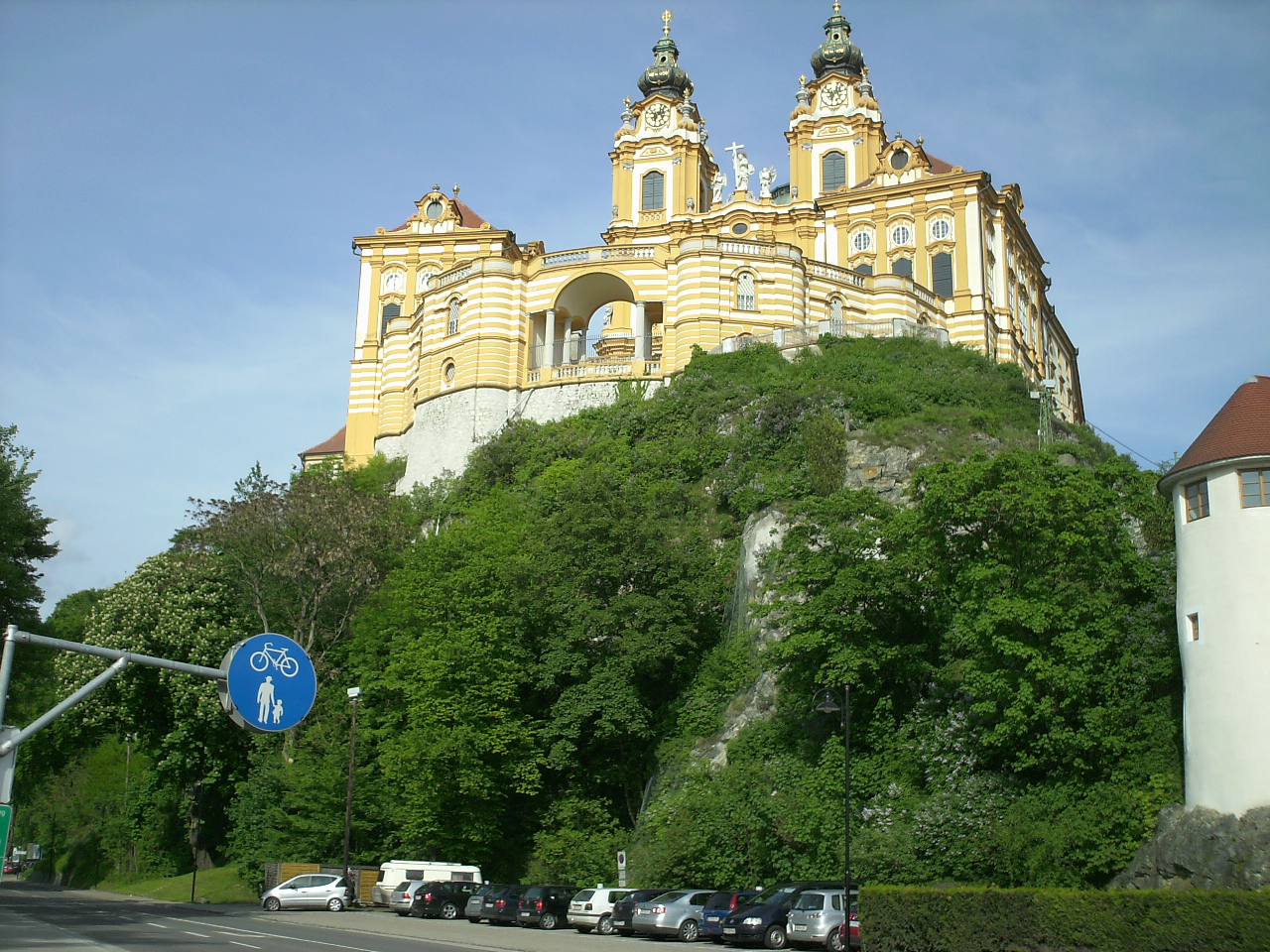
Stift Melk in Niederösterreich, Blick aus NW

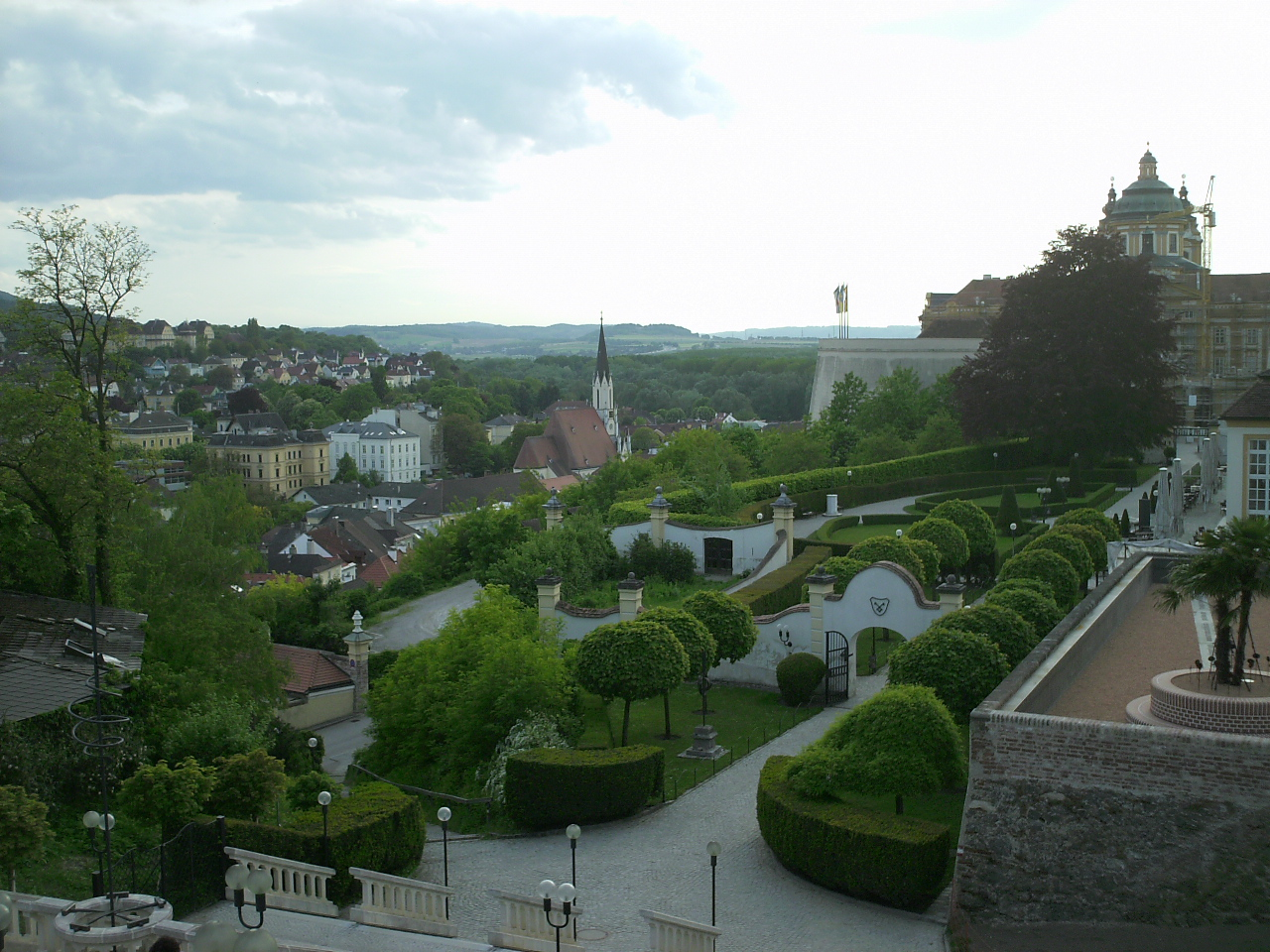
Ansicht des Stiftsparkes und der Altstadt

Kastell Melk ist ein mutmaßliches, archäologisch nicht gesichertes römisches Militärlager. Es könnte Teil der Festungskette des römischen Donaulimes in Österreich gewesen sein und liegt im Bundesland Niederösterreich, Bezirk Melk, Gemeinde Melk an der Donau.
Aufgrund diverser Funde wird es seit dem 19. Jahrhundert am Standort des heutigen Stift Melk vermutet, konnte aber bislang aufgrund der großflächigen Überbauung des Areals nicht archäologisch nachgewiesen werden. Die eindrucksvolle Lage des heutigen Klosterbaues auf einem in der Nähe des Donauufers gelegenen, ca. 60 Meter hohen Felsrücken aus Dioritgestein, sowie des ersten nachweisbaren Kirchenbaues der Stadt – auf dem Plateau des heutigen Stiftparkes – lassen jedoch das Vorhandensein einer römischen Limesbefestigung an diesem Platz als zumindest wahrscheinlich erscheinen.
Neben dem Kastell werden in diesem Artikel auch die Burgi von Spielberg und Aggsbach-Dorf behandelt.

## Name
Der Ort „Namare“ wird ausschließlich auf einer römischen Straßenkarte des 2. Jahrhunderts, der Tabula Peutingeriana, erwähnt. Er wird hier als sieben römische Meilen von Arelape (Pöchlarn) und 16 römische Meilen von Trigisamum (Traismauer ?) gelegen, angegeben.
Der Philologe Alfred Holder (1840–1916) glaubte an einen keltischen Ursprung dieses Namens, der Albanologe Norbert Jokl (1877–1942), der Archäologe Erich Polaschek (1885–1974) und der Philologe Gerhard Rasch hielten ihn wiederum für illyrisch, da die Silbe „nam“ (laut Rasch) sowohl im Keltischen als auch im Illyrischen nachzuweisen sei. Der Name Melk selbst dürfte laut Meinung des Philologen Walter Steinhauser (1885–1980) auf slawische Wurzeln (Medjilica = Grenzfluss) zurückgehen.
Aufgrund der im Jahr 2006 auf dem Gebiet der Katastralgemeinde Großpriel gemachten römerzeitlichen Funde ist „Namare“ möglicherweise aber tatsächlich nicht mit Melk gleichzusetzen. Um darüber Gewissheit zu erlangen, werden seit 2010 diese vom Österreichischen Archäologischen Institut einer gründlichen Auswertung unterzogen. Es könnte sich hierbei sowohl um eine römische Ansiedlung/Straßenstation (Mansio) als auch um eine Villa rustica gehandelt haben.

## Lage
Schon im 18. Jahrhundert versuchten eine Reihe von Chronisten die römischen Wurzeln von Melk mittels umfangreicher Untersuchungen über Lage und Entfernungen der Orte in dieser Region nachzuweisen.
Der böhmische Hofsekretär Johann Christoph von Jordan († 1748) kam dabei zu der Überzeugung, dass Namare nur in der Umgebung von Melk situiert gewesen sein konnte. Ignaz Franz Keiblinger setzte in seiner umfangreichen Geschichte der Stadt Melk den Platz Namare entschieden mit diesem Ort gleich, da seiner Ansicht nach

„aus der Lage von Melk mit Rücksicht auf das Maß der Entfernung von bekannteren römischen Plätzen und aus den zu Melk gefundenen Denksteinen und Münzen,“

ausreichend bewiesen war, dass das Kastell von Melk nur an der Stelle des heutigen Stiftskomplexes zu suchen sein kann.
Friedrich von Kenner sprach sich auf Grund der günstigen Lage des Klosterfelsens für eine römische Befestigung an diesem Platz aus, trat aber einer gelegentlichen Gleichsetzung mit Ad Mauros (Kastell Eferding) entgegen, da dieser in der Notitia Dignitatum aufgelistete Platz mit equites promoiti (auserlesenen Reitern) belegt war und daher schwerlich auf einem schroffen Felsrücken gelegen haben konnte.
Polaschek lehnte das Vorhandensein eines Limeskastells jedoch rundweg ab, da das Nordufer der Donau zu jener Zeit ohnehin nahezu unpassierbar war und ein solches nicht einmal in der Notitia dignitatum erwähnt wird. Auch Herma Stiglitz und Franz Ertl vertraten die Ansicht, dass die bislang aufgefundenen römischen Grab- und Reliefsteine nicht zwangsläufig aus der Gegend um Melk stammen müssen, da sich deren Inschriften auf Angehörige einer in Pöchlarn (Kastell Arelape) stationierten Einheit beziehen. Stiglitz betonte dabei auch, dass die in der Tabula Peutingeriana. angegebenen Ortsnamen an der Donau nicht unbedingt alle Kastelle bezeichnen müssen, da diese nur als Orientierungsbehelf, wahrscheinlich ohne jeglichen militärischen Bezug, angesehen werden kann. Dennoch hielt sie das Vorhandensein einer kleineren Befestigung oder eines Beobachtungspostens (Burgus) in Melk für durchaus möglich.
Werner Jobst und Géza Alföldy lehnten ein Kastell Namare in Melk aufgrund des fehlenden archäologischen Nachweises ebenfalls ab. Alföldy glaubte allenfalls an das Vorhandensein eines Wachturmes und vermutete Namare viel weiter südlich von Melk, an der Mündung der Pielach. Tatsächlich stieß man dort beim südlichen Widerlager der Donaubrücke auf die Fundamente eines römischen Burgus (siehe unten).
Auch über die Örtlichkeit, wo allenfalls das Kastell im Stadtgebiet von Melk selbst zu suchen wäre, herrscht bis heute in der Forschung keine Einigkeit. Es wird unter anderem auch an der Pielach situiert, Ignaz Franz Keiblinger und Rudolf Schachinger sprachen sich für eine Lage unter der ehemaligen Babenbergerburg, die heute aber komplett vom Stiftskomplex überbaut ist, aus.

## Forschungsgeschichte
Einige Hinweise auf eine Besiedlung in der Stein-, Bronze-, Eisen- und Römerzeit konnten im Stadtbereich beobachtet werden, in der Senke des Weierbaches, im Bereich der heutigen Sterngasse, dem ältesten, am Südhang des Stiftsberges gelegenen Stadtteil nur wenige Meter oberhalb des Talgrundes, bei der Wiener Straße sowie auf der Hangkuppe beim heutigen Friedhof und Krankenhaus, weiters hinter dem ehemaligen Brauhaus Prinzl, beim Bischöflichen Seminar und im Hof der ÖBH-Pionierkaserne.
Das Wissen über die Anwesenheit der Römer in Melk beschränkt sich im Wesentlichen auf Grabsteine und einige Lesefunde.
Petrus Apianus berichtet von drei römischen Inschriften aus Melk. Apian schreibt dabei bezüglich der Fundstellen von „in monasterio Melck ad Danubium“. weiters von „in monasterio Melicensi in limine ecclasiae“ (wobei diese jedoch von ein und demselben Stein abgeschrieben worden sein dürften) und „ibidem in gradibus subterraneis sub choro in fornice ad manum sinistram“. Schon längere Zeit sind auch drei römische Reliefsteine bekannt, die am Abgang zur Krypta der Stiftskirche in deren Ostwand eingemauert sind, vermutlich einst Bestandteile von Grabbauten. Sie wurden 1636 erstmals in der Chronik des Abt Reiner von Melk erwähnt. Hier ist auch von einem Lupa-Relief an der Ostmauer der Kirche die Rede. Wann die Steine dort eingemauert wurden, ist jedoch unbekannt. Die Sammlung des Antiquus Austriacus/Niederösterreich enthält Anfang des 16. Jahrhunderts nur eine einzige Inschrift aus Melk. 1740 wurde von einem gewissen T. Trunzer „in agro haud dubie Mellicensi“ eine Goldmünze des Nero (54–68) aufgefunden. Im Herbst des Jahres 1819 entdeckte man am Fuß des Stiftsfelsens eine Münze des Vespasian (69–69), 1864 berichtete der Altertumsforscher Johann Oehler (1857–1921) vom Fund dreier römischer Goldmünzen. Auch der Numismatiker Karl Pink (1884–1965) fand zahlreiche Münzen, darunter ebenfalls drei Goldmünzen.

## Kastell
Eduard Nowotny stellte 1928 einige Thesen über Lage und Umfang des Melker Kastells auf. Er kam dabei zu der Überzeugung, dass es nur auf dem Areal der sich heute östlich vom Stift befindenden Parkanlage gelegen haben konnte. Auf alten Ansichten glaubte er in diesem Teil des Felsplateaus auch eine spitzgrabenartige Vertiefung zu erkennen, die er als „Halsgraben“ bezeichnete. Auch das an allen Seiten steil abfallende Plateau verstärkte seinen Eindruck einer „Abschnittsfestung“. Dazu kam der Umstand, dass an diesem Ort einst die vermutlich älteste, dem Heiligen Stefan geweihte Kirche von Melk stand. Diese Namensgebung bestätigte für ihn seine Theorie noch zusätzlich, da diese – im Vergleich mit anderen Kastellorten am obergermanisch-rätischen Limes – auf ein sehr hohes Alter dieser Kirchengründung hinweist. Deshalb konnte sie seiner Meinung nach auch nicht mit der um 980 gegründeten Stiftskirche identisch sein. Nowotny schloss weiters auf eine Kastellfläche von rund 3,2 Hektar.

## Datierung und strategische Bedeutung
Aus den antiken Funden kann geschlossen werden, dass die Ansiedlung vielleicht spätestens zur Zeit der Eingliederung in das römische Reich um Christi Geburt zu einem Vorposten an der Donau geworden war, wenn hier auch mit Sicherheit keine größere römische Siedlung bestand. Über römische Bauwerke auf dem Stiftsberg kann mangels diesbezüglicher Funde nur spekuliert werden. Hin und wieder wurde in der älteren Fachliteratur der Versuch unternommen, die Gründung eines Kastells für das 1. Jahrhundert (unter Vespasian) anzusetzen. Aufgrund der fehlenden archäologischen Funde sind diese Ansichten jedoch rein spekulativ.
Das Kastell von Melk deckte vermutlich den westlichen Eingang zur Wachau, eventuell eine Furt über die Donau und die nach Aelium Cetium (Sankt Pölten) führende Limesstraße. Weiters ermöglichte der rund 60 Meter hohe Felsen eine hervorragende Rundumsicht auf die umliegende Terrassenlandschaft.

## Limesverlauf zwischen Kastell Arelape und Burgus Bacharnsdorf
| Name                                 | Beschreibung/Zustand | Abbildung |
| ------------------------------------ | --- | --------- |
| Burgus Melk-Spielberg                | Das Haus Pielamünd liegt an der Mündung der Pielach in die Donau und gehört zum Ort Spielberg. Hinter ihm erhebt sich ein kleines Plateau (Parzelle Nr. 987), das nach Westen, Osten und Norden steil abfällt. Im nordöstlichen Bereich des Plateaus wurden in einer Notgrabung des Bundesdenkmalamtes römische Mauerzüge beobachtet, die als Reste eines spätantiken Limeswachtturmes interpretiert werden. Östlich von Melk ragt ein Felssporn der sogenannte „Böhmischen Masse“ bis ins Donautal. Die Urgesteinsfelsen fallen 16 bis 18 Meter zum Donautal ab. Im östlichen Teil wird der Sporn durch die Pielachmündung begrenzt. Auf dem nach N-S ausgerichteten Plateau mit einer Fläche von rund 70 × 45 Meter steht heute der südliche Stützpfeiler der Melker Donaubrücke. Das Plateau ist über zwei Hohlwege (von Osten und Westen kommend, römerzeitlich oder mittelalterlich?) zu erreichen. Um 1900 erforschte Ludwig Hans Fischer mehrere Stellen am Hügelkopf, da er hier eine prähistorische Ansiedlung vermutete. Er fand unter anderem “einige Gefäßscherben… möglicherweise römisch…”. In einem Brief an Oswald Menghin wird weiters von Resten römischen Mauerwerks, Dachziegelbruch und einer Bronzemünze aus der Zeit von Konstantin I. berichtet. Einige Jahre später erkundete Franz Linde den östlichen Abhang des Felssporns, da er zu seinem Grundstück gehörte und hier ein Bauvorhaben geplant war. Sein Fundmaterial wurde anschließend von Oswald Menghin veröffentlicht. Beim Bau der Melker Donaubrücke kam es 1969/70 zu einer Untersuchung des Bundesdenkmalamts (Johann Offenberger), der in einer Flächengrabung das gesamte Areal des Plateaus erfassen, dabei die Fundamentgräben eines rund 17 × 16 Meter großen antiken Gebäudes aufdecken und so schließlich auch den Befund eines Burgus bestätigen konnte. Zusätzlich konnte eine spätneolithische Höhensiedlung und ein frühbronzezeitliches Gräberfeld beobachtet werden. Die Fundobjekte wurden nicht publiziert und werden im Bundesdenkmalamt verwahrt. Die Überreste des Turmes sind durch unsachgemäße Grabungen um die Wende des 19. auf das 20. Jahrhundert weitgehend zerstört worden. Die Mauerbreite dürfte 80 Zentimeter nicht überschritten haben. Die Fundamente des rund 16 × 17 Meter messenden Gebäudes waren teilweise in den Fels eingetieft und bestanden aus vermörtelten Bruchsteinen. Westlich des Wachtturmes befand sich eine antike Abfallgrube, verfüllt mit Holzkohle und Hüttenlehm, die sich bereits im Abhang befand. Weiter südlich wurden drei Kuppelöfen (Backöfen) freigelegt, von denen einer vollkommen zerstört war. Sie bestanden aus einem in den Boden eingetieften, kreisrunden Brennraum, der mit Lehm ausgeschmiert und rot gebrannt war. Hier fand sich auch ein römischer Gewölbeziegel, der eine Datierung der Öfen erlaubte. Der Grundriss des Turmes ist unklar, da ein Teil der Bruchsteinmauer sekundär verlagert worden ist, Kurt Genser spricht von einem runden Grundriss, wahrscheinlich war er aber rechteckig. Der Bau stammt aus der Spätantike. Die hier stationierte Truppe ist mangels diesbezüglicher Funde unbekannt. Die Fundstelle wurde durch den Bau eines Brückenpfeilers für die Donaubrücke vollständig abgetragen. |           |
| Burgus Aggsbach-Dorf/Blashauskapelle | Die Turmstelle liegt auf einer etwa sechs Meter hohen Terrasse über der Donau, zwischen Aggsbach-Dorf und Schloss Schönbühel an der Donau am Ausgang des Blashausgrabens. Hier bildete die Donau einen Nebenarm und Schotterbänke. 1991 wurde im Zuge der Renovierung der Blashauskapelle vom Bundesdenkmalamt eine Notgrabung durchgeführt. Der Befund ergab ein steinernes Gebäude von rund zwölf Meter Seitenlänge. Die beobachteten Mauerzüge gehören – nach den aufgefundenen Ziegeln zu urteilen – vermutlich zu den Resten eines, im Grundriss quadratischen, römerzeitlichen Wachturmes. Die einst hier stationierte Truppe ist unbekannt. |           |

## Hinweis
Der Donauradweg führt an der Fundstelle über die Donaubrücke, eine andere Streckenführung verläuft am südlichen Donauufer neben der weniger befahrenen Bundesstraße 33 am Haus Pielamünd vorbei weiter über Aggsbach-Dorf nach Bacharnsdorf (Burgus Bacharnsdorf) und Rossatz.

## Denkmalschutz
Die Anlagen sind Bodendenkmäler im Sinne des Österreichischen Denkmalschutzgesetzes Nachforschungen und gezieltes Sammeln von Funden ohne Genehmigung des Bundesdenkmalamtes stellen eine strafbare Handlung dar. Zufällige Funde archäologischer Objekte (Keramik, Metall, Knochen etc.) sowie alle in den Boden eingreifenden Maßnahmen sind dem Bundesdenkmalamt (Abteilung für Bodendenkmale) zu melden.